# Challenge Cup masculine 2013-2014
Navigation
Édition précédente Édition suivante
La Challenge Cup masculine 2013-2014 est la 34e édition de la troisième plus prestigieuse coupe européenne inter-clubs de volley-ball. Elle est organisée par la CEV et ouvertes aux clubs de volley-ball des associations membres de la CEV.

## Participants
Le nombre de participants est basé sur le classement des pays (les équipes éliminées en 16e de finale de la Coupe de la CEV 2013-2014 sont reversées en Challenge Cup) :
| Pos. | Pays               | Nombre d'équipes | Équipes                                                                                    |                                                                                            |
| ---- | ------------------ | ---------------- | ------------------------------------------------------------------------------------------ | ------------------------------------------------------------------------------------------ |
| 1    | Italie             | 1                | Andreoli Latina                                                                            | Andreoli Latina                                                                            |
| 2    | Pologne            | 1                | AZS Politechnika Warszawska                                                                |                                                                                            |
| 3    | Russie             | 1                | Fakel Novy Ourengoï                                                                        |                                                                                            |
| 4    | Belgique           | 2                | VC Euphony Asse-Lennik Precura Antwerpen (depuis CEV)                                      |                                                                                            |
| 5    | Turquie            | 2                | Istanbul BB Fenerbahçe Istanbul                                                            | Istanbul BB Fenerbahçe Istanbul                                                            |
| 6    | France             | 1                | Chaumont Volley-Ball 52 Nantes Rezé Métropole Volley (depuis CEV)                          |                                                                                            |
| 8    | Grèce              | 2                | Foinikas Syros Ethnikós Alexandroúpolis (depuis CEV)                                       |                                                                                            |
| 9    | Slovénie           | 1                | Calcit Kamnik                                                                              |                                                                                            |
| 10   | Autriche           | 2                | Holding Graz Amstetten Hypo Nö (depuis CEV) Aon hotVolleys Vienne (depuis CEV)             | Holding Graz Amstetten Hypo Nö (depuis CEV) Aon hotVolleys Vienne (depuis CEV)             |
| 12   | Roumanie           | 2                | Şiinţa Explorări Baia Mare CVM Remat Zalău (depuis CEV)                                    |                                                                                            |
| 13   | Serbie             | 2                | Crvena Zvezda Belgrade OK Ribnica Kraljevo                                                 | Crvena Zvezda Belgrade OK Ribnica Kraljevo                                                 |
| 14   | Tchéquie           | 1                | Volejbal Brno (depuis CEV)                                                                 |                                                                                            |
| 17   | Suisse             | 2                | Chênois Genève TV Schönenwerd                                                              |                                                                                            |
| 18   | Pays-Bas           | 3                | Draisma Dynamo Apeldoorn FirmX Orion Doetinchem (depuis CEV) Landstede Zwolle (depuis CEV) | Draisma Dynamo Apeldoorn FirmX Orion Doetinchem (depuis CEV) Landstede Zwolle (depuis CEV) |
| 19   | Croatie            | 2                | Mladost Marina Kaštela (depuis CEV) MOK Mursa Osijek (depuis CEV)                          |                                                                                            |
| 20   | Ukraine            | 2                | Lokomotiv Kharkiv (depuis CEV) Crimsoda Krasnoperekopsk (depuis CEV)                       |                                                                                            |
| 21   | Chypre             | 3                | Anorthosis Famagosta Nea Salamina Famagosta Pokka AE Karavas                               |                                                                                            |
| 22   | Finlande           | 3                | Hurrikaani Loimaa VaLePa Sastamala Kokkolan Tiikerit (depuis CEV)                          |                                                                                            |
| 23   | Estonie            | 2                | Pärnu VK Selver Tallinn (depuis CEV)                                                       |                                                                                            |
| 24   | Bosnie-Herzégovine | 2                | Jedinstvo Brčko OK Mladost Brčko                                                           |                                                                                            |
| 25   | Israël             | 1                | Maccabi Tel Aviv                                                                           |                                                                                            |
| 26   | Biélorussie        | 3                | Kommunalnik Grodno VK Chakhtior Salihorsk Stroitel Mińsk                                   |                                                                                            |
| 27   | Hongrie            | 2                | Fino Kaposvár Gorter Kecskeméti                                                            |                                                                                            |
| 28   | Slovaquie          | 2                | VK Chemes Humenné Volley Team UNICEF Bratislava (depuis CEV)                               | VK Chemes Humenné Volley Team UNICEF Bratislava (depuis CEV)                               |
| 31   | Luxembourg         | 1                | Chev Diekirch                                                                              | Chev Diekirch                                                                              |
| 32   | Norvège            | 2                | Førde VBK Nyborg Bergen                                                                    | Førde VBK Nyborg Bergen                                                                    |
| 33   | Portugal           | 1                | AJ Fonte do Bastardo                                                                       | AJ Fonte do Bastardo                                                                       |

## Phase de qualification
52 équipes disputent la compétition en matchs aller-retour. Les vainqueurs se retrouvent alors au tour suivant. Les quatre clubs encore en liste à l'issue des quarts de finale se qualifient pour le final four.

### 1ertour

#### Équipes qualifiées
Les équipes qualifiées pour le 2d tour de qualification sont :
- OK Mladost Brčko
- Fenerbahçe Istanbul
- Kommunalnik Grodno

### 2dtour

#### Équipes qualifiées
Les équipes qualifiées pour les 16e de finale sont :
- Andreoli Latina
- Fakel Novy Ourengoï
- Chaumont Volley-Ball 52
- Pärnu VK
- Fenerbahçe Istanbul
- Kommunalnik Grodno
- VK Chakhtior Salihorsk
- Holding Graz
- Istanbul BB
- VaLePa Sastamala
- OK Mladost Brčko
- VC Euphony Asse-Lennik
- Calcit Kamnik
- Stroitel Mińsk
- TV Schönenwerd
- Crvena Zvezda Belgrade

## 16ede finale

### Équipes qualifiées
Les équipes qualifiées pour les 8e de finale sont :
- Pärnu VK
- Calcit Kamnik
- Istanbul BB
- Ethnikós Alexandroúpolis
- Kokkolan Tiikerit
- Chaumont Volley-Ball 52
- Stroitel Mińsk
- Fenerbahçe Istanbul
- Andreoli Latina
- Selver Tallinn
- Aon hotVolleys Vienne
- VC Euphony Asse-Lennik
- Nantes Rezé Métropole Volley
- Crvena Zvezda Belgrade
- VK Chakhtior Salihorsk
- VaLePa Sastamala

## 8ede finale

### Équipes qualifiées
Les équipes qualifiées pour les quarts de finale sont :
- Calcit Kamnik
- Istanbul BB
- Stroitel Mińsk
- Fenerbahçe Istanbul
- Andreoli Latina
- VC Euphony Asse-Lennik
- Nantes Rezé Métropole Volley
- Crvena Zvezda Belgrade

## Quarts de finale

### Équipes qualifiées
Les équipes qualifiées pour les demi-finales sont :
- Andreoli Latina
- Istanbul BB
- Nantes Rezé Métropole Volley
- Fenerbahçe Istanbul

## Demi-finales

### Équipes qualifiées
Les équipes qualifiées pour la finale sont :
- Andreoli Latina
- Fenerbahçe Istanbul